# 12 Rounds (Band)
12 Rounds ist eine britische Rockband.

## Geschichte
Die Band wurde in der zweiten Hälfte der 1990er Jahre von Atticus Ross, Claudia Sarne und Adam Holden gegründet. Sie entstand zu der Zeit, als die drei am Bomb-the-Bass-Release Clear mitwirkten. Nachdem das erste Album ein Misserfolg war, verließ Adam Holden die Band und Polydor trennte sich von ihnen. Ihr zweites Album veröffentlichten sie beim Label von Trent Reznor (Nothing Records). Mit diesem absolvierten sie ihre erste USA-Tournee als Support für VAST und später als Opener für Marilyn Manson.
Nach der Tour ging die Band wieder nach Großbritannien, um ihr drittes Album aufzunehmen. Dabei wurden sie von Ben Hillier produziert und Kirk Hellie spielte Gitarre. Nach den Aufnahmen gingen sie nach Los Angeles, um ihr nächstes Album mit Trent Reznor und Drummer Jerome Dillon aufzunehmen. Weil es aber zwischenzeitlich bei Nothing Records zu Unordnung und zu einigen Gesetzesänderungen in Großbritannien kam, schien es unklar, ob ihr Album jemals hätte veröffentlicht werden können. Inzwischen werden aber einige Teile nach und nach im Internet zugänglich gemacht.

## Diskografie

### Alben
- Jitter Juice (1996, Polydor)
- My Big Hero (Nothing Records)

### EPs
- 12 Rounds
- Personally

### Singles
- Business / Pleasant Smell
- Pleasant Smell